# Appingedam

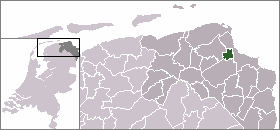
Localização de Appingedam.

Appingedam é um município da província de Groninga, Países Baixos. Tinha, em 1 de janeiro de 2020, uma população de 11.642 habitantes, constituindo uma densidade demográfica de 490 habitantes por quilômetro quadrado. Dessa população, 5.671 eram homens e 5.971 mulheres.